# 솔뤼트레 문화

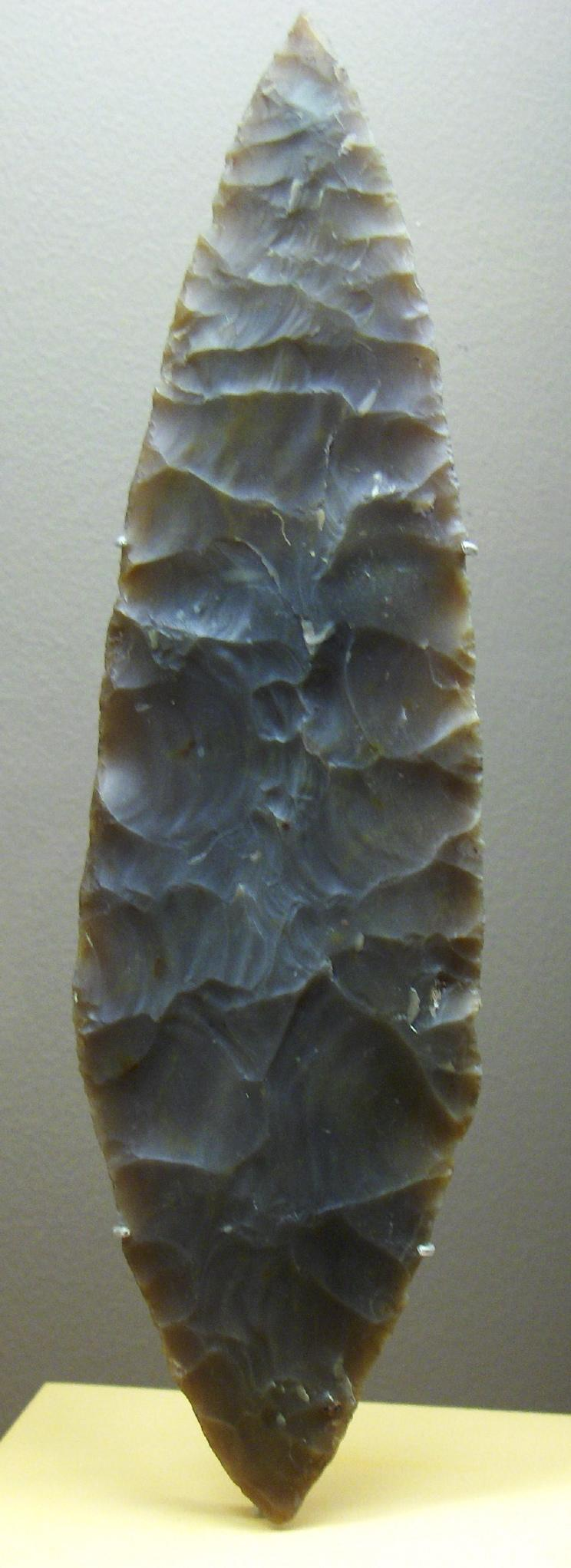

솔뤼트레 문화 또는 솔뤼트레기(Solutrean)는 대략 22,000 ~ 17,000년 BP 사이에 발생한, 상대적으로 진보된 부싯돌 제조 문화 시기이다. 프랑스 솔뤼트레-푸이(Solutré-Pouilly)에 위치한 솔뤼트레 바위를 표준 유적으로 한다. 오리냐크기와 그라베트기에 이어서 출현한 후기 구석기시대의 문화기이다. 유적은 남프랑스 지방에 분포하고 동굴이나 바위 밑이 많다. 골각기 제작의 기술은 퇴보하고, 석기는 현저히 정교하게 만들어졌다. 압압박리(押壓剝離)의 기술을 사용하여 만든 월계수 잎사귀 모양의 돌창, 삼각형의 석촉(石鏃)이 발견되었다.

## 같이 보기
- 그라베트 문화
- 이베리아 반도의 선사 시대#솔류트레 문화